# Catedral de la Inmaculada Concepción (Portland)
La catedral de la Inmaculada Concepción (en inglés: Cathedral of the Immaculate Conception) es una catedral histórica en la Avenida Cumberland y la calle Congreso en Portland, Maine, Estados Unidos. Es el asiento de la diócesis de Portland. El pastor de la catedral es el obispo Richard Malone, y su Rector es el Padre Louis Phillips.
La construcción comenzó en 1866 bajo la supervisión del arquitecto neoyorquino Patrick Keeley. Después de haber sido devastada por un incendio, la iglesia fue terminada el 8 de septiembre de 1869. La catedral fue restaurada en 1921, 1969 y 2000. En 1985, fue introducida en el Registro Nacional de Lugares Históricos.

## Galería

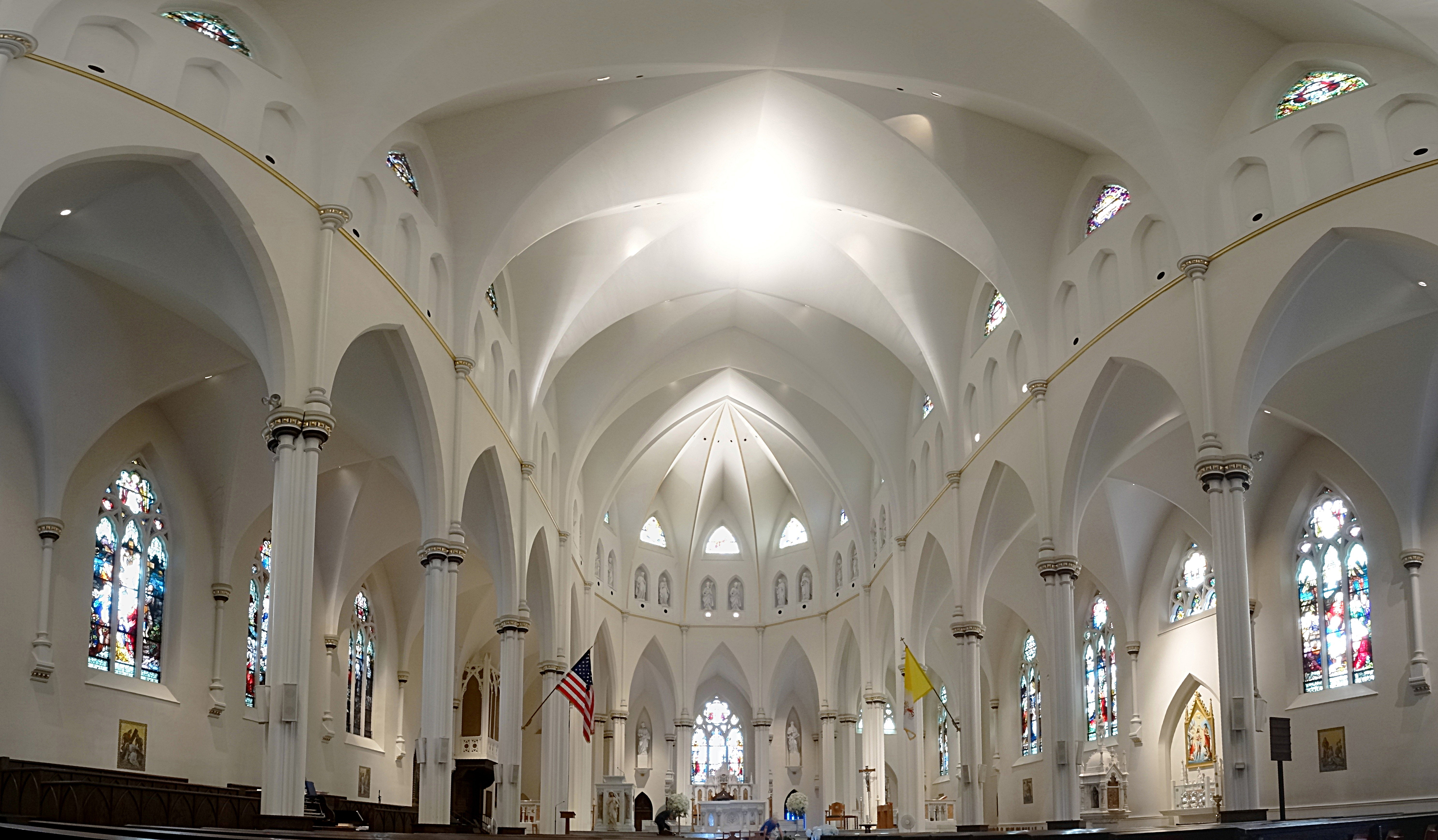
Nave central
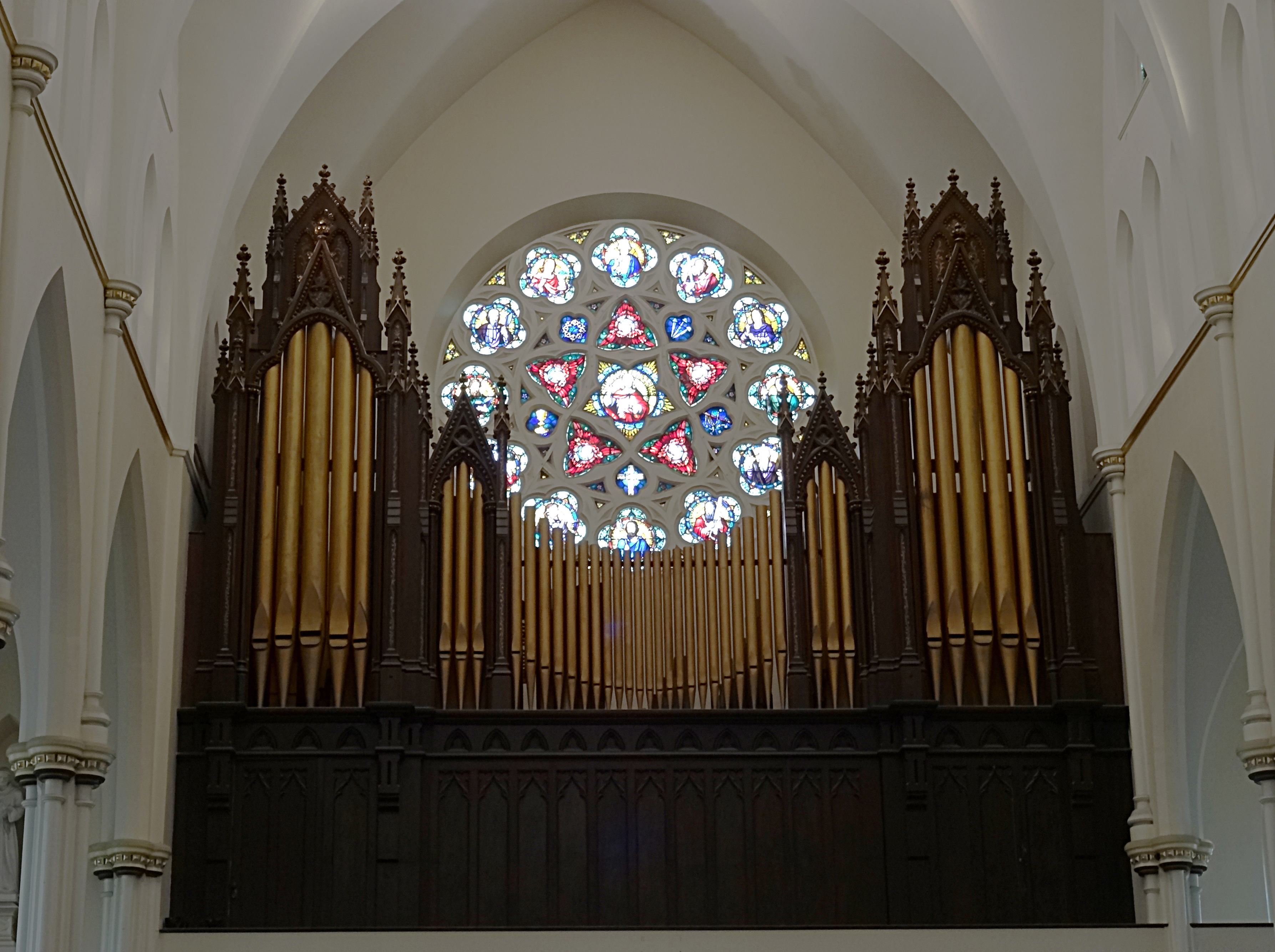
Órgano de Henry Erben (1869)